# Mama Said (Lied)
Mama Said ist ein Lied der US-amerikanischen Metalband Metallica aus dem Jahr 1996.

## Entstehung und Veröffentlichung
Das Lied wurde von den beiden Metallica-Mitgliedern James Hetfield und Lars Ulrich geschrieben und komponiert und produziert. Bei der Produktion wurden die beiden von Bob Rock unterstützt.
Die Erstveröffentlichung von Mama Said erfolgte als Teil von Metallicas sechstem Studioalbum Load am 4. Juni 1996 bei Elektra Records. Am 25. November 1996 erschien das Lied als vierte und vorletzte Single aus dem Album. Die Single erschien in verschiedenen Versionen mit unterschiedlichen Bonustracks, unter anderem als Teil eines 2Cd-Sets, bei dem beide Versionen getrennt voneinander gekauft werden mussten. Teil 1 enthält eine Edit-Version, Teil 2 eine Demoversion des Songs. Beide CDs enthalten unterschiedliche Livetracks.
Mama Said wurde von der Band nie ins Liverepertoire aufgenommen. Hetfield spielte den Song alleine live, wobei er eine einzelne Steel Guitar benutzte. Auch spielte er ihn im Duett mit Countrysängerin Jessi Colter bei CMTs Outlaw Concert, zusammen mit Hetfields Cover von Waylon Jennings Don’t You Think This Outlaw Bit’s Done Got Out of Hand.

## Musik und Text
Der Titel stellt eine Abkehr von Metallicas klassischem Sound dar. Die Rockballade enthält eine Mischung aus Classic Rock, Bluesrock und Country. Mama Said beginnt mit einer akustischen Gitarre, im Refrain wird er mit einer Steel Guitar akzentuiert. Zum Ende hin werden Powerchords auf der elektrischen Gitarre gespielt.
Inhaltlich geht es um einen Jungen, der seinen Weg im Leben ohne seine Mutter finden muss. Den Hintergrund zum Song bildet Hetfields schwierige Beziehung zu seiner Mutter. Hetfield wuchs in einer streng religiösen Familie auf. Seine Eltern gehörten der christlichen Sekte Christian Science an. Diese religiöse Bewegung sieht die materielle Welt als Illusion und betrachtet Krankheiten ebenfalls als solche. Statt auf Medizin setzen sie daher auf Gebete. Als Hetfield 16 war, starb seine Mutter daher an einer Krebserkrankung, die nie medizinisch behandelt wurde. Das Thema griff Hetfield in weiteren Songs auf, unter anderem im düsteren The God That Failed auf dem schwarzen Album. Dieser Song unterscheidet sich von diesem, da er hier nicht seine Wut auf die Religion thematisiert, sondern nur beschreibt, wie sehr er seine Mutter vermisse und dass er nicht mehr Zeit mit ihr verbringen konnte.

## Musikvideo
Das Musikvideo zeigt Hetfield, wie er auf dem Rücksitz eines Autos sitzt, immer wieder nach hinten blickt und den Song auf einer Akustikgitarre spielt. Einmal geht er in einer Wüste tanken. Hetfield ist im Clip wie ein Country-Musiker gekleidet, mit Cowboyhut und Samthemd. Die Mitglieder von Metallica laufen an einer Stelle des Videos am Auto vorbei. Am Ende schläft er ein und wird gezeigt, das Hetfield in einem Studio in einem abgeschnittenen Auto sitzt und die Kamerafahrten auf eine Leinwand projiziert wurden. Er nimmt danach sein Pferd, einen Schimmel, und verlässt das Studio. Regie führte Anton Corbijn. Das Video wurde in London gedreht und basiert auf der Edit-Version des Songs, die mit 4:34 fast eine Minute kürzer ist.

## Rezeption

### Rezensionen
Loudwire setzte Mama Said auf Platz 49 seiner Metallica-Song-Rangliste und schrieb, dass der Song eine der besten Arbeiten aus dem Album sei, aber mal wieder eine, mit der man die frühere Gefolgschaft verärgern würde. Es handele sich um ein Stück Outlaw Country, mit dem vermutlich persönlichsten Text von Hetfield. Classic Rock führte den Titel auf Platz sieben seiner besten Country-Rock-Songs aller Zeiten. Es handele sich um eine schwermütigen Country-Song, der aus der Erkenntnis entstanden sei, das für Hetfield viele Fragen im Hinblick auf seine Mutter unbeantwortet geblieben seien.

### Chartplatzierungen
| ChartsChartplatzierungen     | Höchstplatzierung | Wochen |
| ---------------------------- | ----------------- | ------ |
| Vereinigtes Königreich (OCC) | 19 (2 Wo.)        | 2      |

### Auszeichnungen für Musikverkäufe
| Land/Region       | Auszeichnungen für Musikverkäufe (Land/Region, Auszeichnung, Verkäufe) | Verkäufe |
| ----------------- | ---------------------------------------------------------------------- | -------- |
| Australien (ARIA) | Gold                                                                   | 35.000   |
| Insgesamt         | 1× Gold ·                                                              | 35.000   |

Hauptartikel: Metallica/Auszeichnungen für Musikverkäufe